# Shabbat HaGadol
Le Shabbat HaGadol (Grand Shabbat, en hébreu: שבת הגדול) est le nom donné au Shabbat qui précède la fête de Pessa'h, le 14 du mois de Nissan. Le premier Shabbat HaGadol est célébré en Égypte, avant l'Exode hors d'Égypte. Le 10 du Nissan, les Hébreux reçoivent le commandement exclusif à cette semaine: prendre l'agneau pascal. (voir, Exode 12:3),,,.
Une des raisons de l'appellation de Shabbat HaGadol est liée à la Haftarah lue en ce Shabbat, tirée de Malachie 3:23: Or, je vous enverrai Elie, le prophète, avant qu'arrive le jour de l'Eternel, jour grand et redoutable .